# Camp Jussi
Camp Jussi var en finsk förläggning i Doboj, Bosnien och Hercegovina under tiden som Finland medverkade i SFOR:s fredsbevarande insats. På Camp Jussi grupperade vid några tillfällen även svensk personal, bland annat CIMIC-personalen ur DB09.